# Erdölraffinerie Mannheim
Die Erdölraffinerie Mannheim GmbH war eine Kraftstoffraffinerie der BASF-Tochter Wintershall in der Stadt Mannheim, Baden-Württemberg. Sie wurde 1961 gegründet und nahm ihren Betrieb 1964 auf. Ihre Lage auf der Friesenheimer Insel am Rhein gegenüber dem BASF-Hauptwerk Ludwigshafen begünstigte vor allem die Anlieferung der Rohstoffe als auch den Verbrauch vor Ort. Aufgrund der Raffinerieüberkapazitäten in den 1980er Jahren und schlechter Margen sowie hoher Verluste wurde sie 1988 stillgelegt. Problematisch war zuletzt auch die Auslegung der Raffinerie auf schweres Heizöl, welches nur schwierig zu verkaufen war.

## Geschichte der Raffinerie
Die Wintershall Holding GmbH mit 60 % Geschäftsanteil als Hauptbesitzer und die Marathon International Oil aus Findlay, Ohio mit 40 % Geschäftsanteil errichteten mit einem Kapitalaufwand von 230 Mill. DM die Raffinerie, um neben den Kraftstoffen auch das BASF-Werk Ludwigshafen auf der anderen Rheinseite mit petrochemischen Vorprodukten zu versorgen. Neben der Raffinerie besaß Wintershall noch die Raffinerie in Lingen und die mittlerweile zur Schmierstoffraffinerie weiterentwickelte Raffinerie Salzbergen.
Geplant wurde das Werk mit einer Jahresleistung von 2,5 Millionen Tonnen, die in den folgenden Jahren immer weiter erhöht wurde. Intensiv setzte sich der Politiker Ludwig Ratzel für den Bau der Raffinerie an diesem Standort ein.
Die Versorgung mit Rohöl konnte sowohl mit Schiff und Eisenbahn als auch mit den Rohöl-Pipelines Südeuropäische Pipeline (SEPL) und Transalpine Ölleitung (TAL) geschehen.
Die Destillationskapazität betrug 1968 3,6 Millionen Tonnen. Bis 1980 stieg sie auf 6,0 Millionen Tonnen pro Jahr an.
Noch von 1987 an lieferte das Werk kurzzeitig bis zur Schließung Feedstock für die Schwesterraffinerie in Salzbergen. Zuvor war dieses durch die Erdöl-Raffinerie Emsland erfolgt, wurde jedoch aufgrund von Wettbewerbsgründen nach Mannheim verlagert. 1985 waren ungefähr 600 Beschäftigte in der Raffinerie tätig. Als entscheidender Nachteil der Raffinerie erwies sich das völlige Fehlen von Konversionsanlagen, wie sie zum Beispiel die Schwesterraffinerie in Lingen besitzt. Dieses führte zur Wettbewerbsnachteilen zu den Nachbarraffinerien wie Karlsruhe.
Heute wird das Gelände von der BASF genutzt.

## Produkte
Anfall in Prozent bei 100 % Rohöleinsatz
- 16,2 % Flüssiggas/Chemiebenzin
- 10,2 % Düsentreibstoff/Vergasertreibstoff
- 34,3 % Leichtes Heizöl/Diesel
- 6,7 % Sonstige Produkte
- 27,5 % Schweres Heizöl
- 5,1 % Eigenverbrauch

Die sehr hohe Produktion von schwerem Heizöl schränkte die Wettbewerbsfähigkeit der Raffinerie später stark ein und führte zum Schluss zur Stilllegung.